# Circle on Cavill
Circle on Cavill — небоскрёб, находящийся в городе Голд-Кост штат Квинсленд, Австралия. Комплекс Circle on Cavill состоит из двух зданий – Северной и Южной Башни. Данный комплекс, стоимостью $551 миллион, был построен компанией  Sunland Group, которая знаменита строительством  Q1 Tower.

## Описание
Circle on Cavill это современный жилой комплекс, занимающий 1,4 гектара. В Южной Башне 279 квартир, в Северной 365. На нижних этажах располагаются кафе, рестораны и многочисленные магазины и бутики самых известных брендов.
Высота Южной Башни 158 метров, 48 этажей, окончание строительства 2006 год. Высота Северной Башни 220 метров, 68 этажей, окончание строительства 2007 год. На данный момент (2011 год) это второе по высоте здание в Голд-Косте, вслед за Q1 Tower. В 2012 году, когда будет закончено строительство жилого комплекса Soul, высотой 243 метра, Circle on Cavill переместится на третье место в списке самых высоких зданий Голд-Коста.